# Offizinell
Als offizinell (arzneilich, auch offizinal; von lat. officina: Abgaberaum, Anfertigungsraum, Werkstatt, Fabrik) werden Arzneistoffe und -pflanzen bzw. bestimmte Teile oder Zubereitungen daraus sowie Herstellungs- und Prüfmethoden bezeichnet, die durch eine Monographie eines aktuell gültigen Arzneibuchs (z. B. das europäische, deutsche (DAB) oder österreichische (ÖAB) Arzneibuch) charakterisiert sind.
Offizin ist ein alter Ausdruck für den Laborraum einer Apotheke, der auch heute noch für den Verkaufsraum einer öffentlichen Apotheke benutzt wird.
Zahlreiche botanische Pflanzennamen tragen das Artepitheton „officinalis“, was auf die Verwendung der Pflanze bzw. wichtiger Teile zur Herstellung von Arzneimitteln oder Kosmetik verweist. Beispiele dafür sind u. a. der Echte Salbei (Salvia officinalis), die Zitronenmelisse (Melissa officinalis), der Echte Eibisch (Althaea officinalis), der Rosmarin (Rosmarinus officinalis), das Echte Eisenkraut (Verbena officinalis), die Ringelblume (Calendula officinalis) oder auch der Echte Ehrenpreis (Veronica officinalis), die zum Teil noch heute im Arzneibuch monografiert sind.
Die Form von officinalis für neutrale Substantive im Nominativ ist „officinale“, wie es z. B. beim Liebstöckel (Levisticum officinale), beim Echten Beinwell (Symphytum officinale), beim Ingwer (Zingiber officinale), bei der Echten Brunnenkresse (Nasturtium officinale) oder beim Echten Jasmin (Jasminum officinale) als Epitheton verwendet wird.
Ein botanisches Werk, das diesen Begriff im Titel führt, ist „Plantae officinales [alternativ auch: medicinales] oder, Sammlung offizineller Pflanzen“ von Theodor Friedrich Ludwig Nees von Esenbeck aus den Jahren 1821–1833.